# Grand Prix de Fourmies 2015
La 83e édition de Grand Prix de Fourmies a eu lieu le 6 septembre 2015. La course fait partie du calendrier UCI Europe Tour 2015 en catégorie 1.HC. Elle est remportée par l'Italien Fabio Felline (Trek Factory Racing) qui a parcouru les 205 kilomètres en 4 h 43 min 59 s, soit à une vitesse moyenne de 43,312 km/h. Il est suivi dans le même temps par le Belge Tom Boonen (Etixx-Quick Step) et par le Français Nacer Bouhanni (Cofidis). Sur les 173 coureurs qui ont pris le départ, 162 franchissent la ligne d'arrivée.

## Présentation

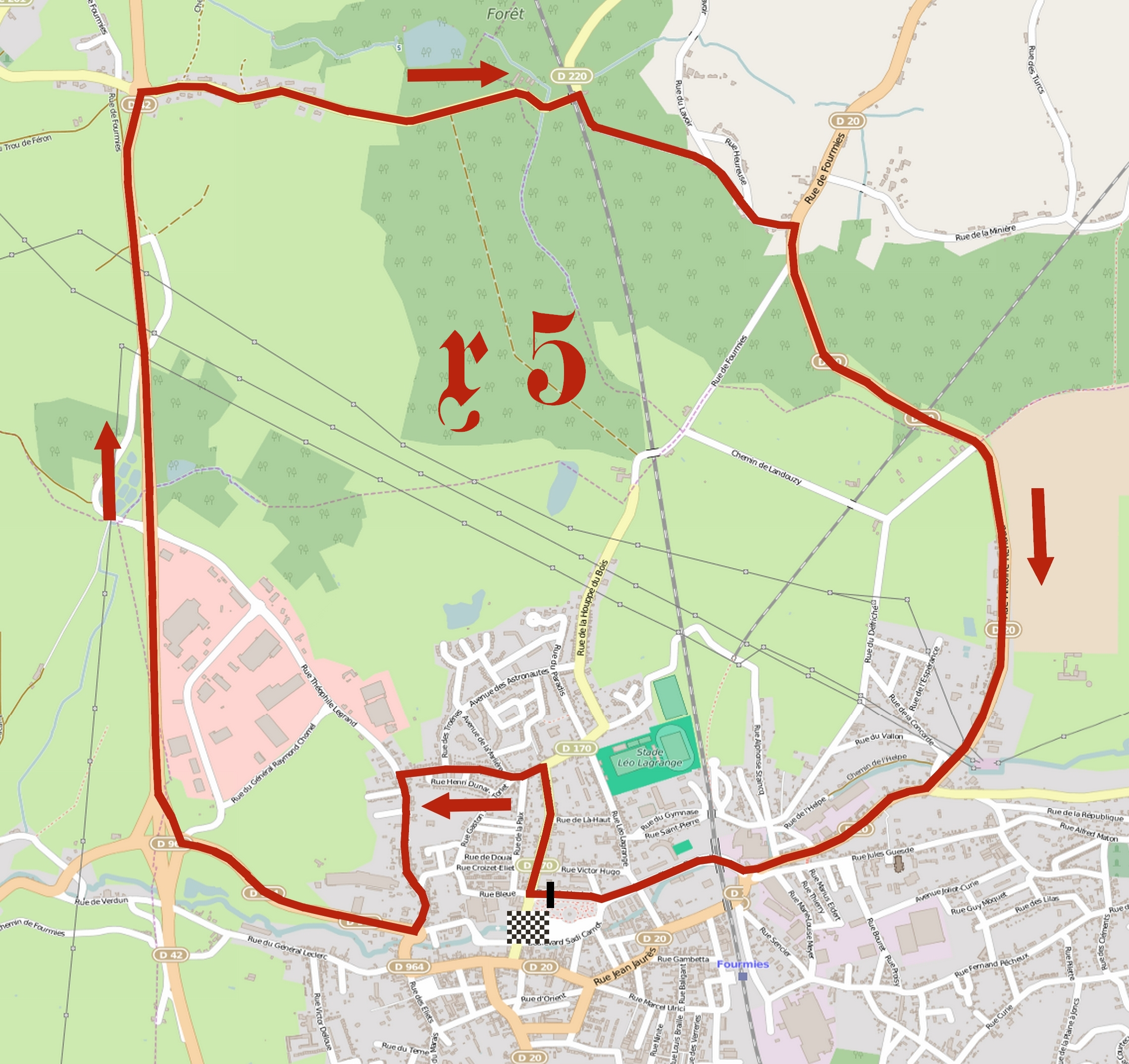
Le circuit local, à parcourir à cinq reprises.

### Parcours
Le parcours de cette 83e édition du Grand Prix de Fourmies est long de 205 kilomètres. Le départ est donné à 11 h devant la mairie de Fourmies (pour permettre une diffusion avant celle de la 15e étape du Tour d'Espagne). les coureurs se dirigent vers le sud de la commune, et 2,3 kilomètres plus loin se trouve le départ réel. Poursuivant dans cette direction,, ils traversent Anor, Hirson, Neuve-Maison, Ohis, Wimy, Mondrepuis et retournent quarante-cinq minutes plus tard dans Fourmies, ils y franchissent la ligne d'arrivée, puis une côte, avant de faire un grand demi-tour puis se dirigent vers l'ouest, et prennent en direction du nord, traversant Féron, Sains-du-Nord, Ramousies, où débute une autre boucle puis Felleries, l'Épine, Clairfayts, Touvent, Saint-Hermann, Liessies, puis retournent à Ramousies où ils parcourent à nouveau deux fois cette boucle. 
De Saint-Hermann, ils repartent ensuite vers Trélon, Ohain, puis retournent à Fourmies où ils parcourent à cinq reprises le circuit local. Ce dernier est une boucle à parcourir dans le sens horaire entre Fourmies et Féron. L'arrivée est prévue à 15 h 51 sur la base d'une vitesse moyenne de 43 km/h.

### Équipes
Classé en catégorie 1.HC de l'UCI Europe Tour, le Grand Prix de Fourmies est par conséquent ouvert aux UCI WorldTeams dans la limite de 70 % des équipes participantes, aux équipes continentales professionnelles, aux équipes continentales françaises et à une équipe nationale française.
| UCI WorldTeams      | UCI WorldTeams | UCI WorldTeams |
| Nom de l'équipe     | Pays           | Code           |
| ------------------- | -------------- | -------------- |
| AG2R La Mondiale    | France         | ALM            |
| Astana              | Kazakhstan     | AST            |
| Etixx-Quick Step    | Belgique       | EQS            |
| FDJ                 | France         | FDJ            |
| Lampre-Merida       | Italie         | LAM            |
| Trek Factory Racing | États-Unis     | TFR            |

| Équipes continentales professionnelles | Équipes continentales professionnelles | Équipes continentales professionnelles |
| Nom de l'équipe                        | Pays                                   | Code                                   |
| -------------------------------------- | -------------------------------------- | -------------------------------------- |
| Androni Giocattoli-Sidermec            | Italie                                 | AND                                    |
| Bora-Argon 18                          | Allemagne                              | BOA                                    |
| Bretagne-Séché Environnement           | France                                 | BSE                                    |
| Cofidis                                | France                                 | COF                                    |
| Europcar                               | France                                 | EUC                                    |
| Nippo-Vini Fantini                     | Italie                                 | NIP                                    |
| Roompot Oranje Peloton                 | Pays-Bas                               | ROP                                    |
| RusVelo                                | Russie                                 | RVL                                    |
| Southeast                              | Italie                                 | STH                                    |
| Topsport Vlaanderen-Baloise            | Belgique                               | TSV                                    |
| Wanty-Groupe Gobert                    | Belgique                               | WGG                                    |

| Équipes continentales   | Équipes continentales | Équipes continentales |
| Nom de l'équipe         | Pays                  | Code                  |
| ----------------------- | --------------------- | --------------------- |
| Armée de Terre          | France                | ADT                   |
| Auber 93                | France                | AUB                   |
| Marseille 13 KTM        | France                | M13                   |
| Roth-Škoda              | Suisse                | ROT                   |
| Roubaix Lille Métropole | France                | RLM                   |

### Règlement de la course

#### Primes
Les vingt prix sont attribués suivant le barème de l'UCI,. Le total général des prix distribués est de 18 800 €.
| Position | 1er     | 2e      | 3e      | 4e    | 5e    | 6e    | 7e    | 8e    | 9e    | 10e à 20e |
| Prix     | 7 515 € | 3 760 € | 1 875 € | 935 € | 745 € | 565 € | 565 € | 375 € | 375 € | 190 €     |

En plus de ces primes, les organisateurs ont fait le choix de verser diverses autres primes : 1 000 € au vainqueur du classement des sprints (les deux premiers coureurs franchissant l'un des trois sprints reçoivent respectivement cinq et deux points), 750 € pour le coureur le plus combatif (désigné par le jury des commissaires, sur l'ensemble de la course), 500 € pour la meilleure équipe, 1 000 € pour le meilleur grimpeur (les deux premiers coureurs arrivant aux sommets reçoivent respectivement cinq et deux points, il y a sept côtes à gravir), et enfin 300 € au premier sur la ligne à Hirson pour le prix des villes, et le même montant à Trélon.

## Classements

### Classement final

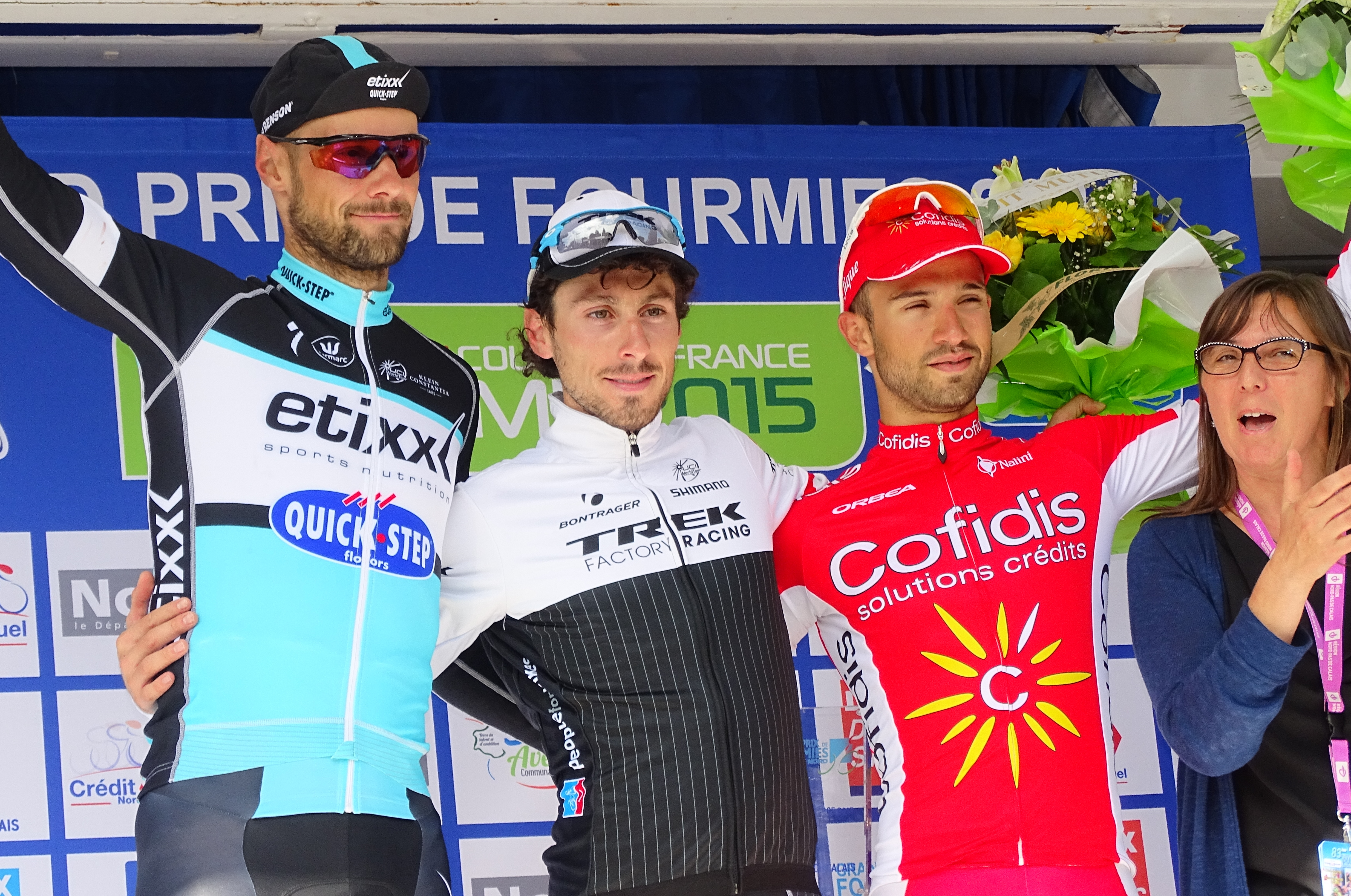
Tom Boonen (2e), Fabio Felline (1er) et Nacer Bouhanni (3e).

Le Grand Prix de Fourmies est remporté par l'Italien Fabio Felline (Trek Factory Racing) qui a parcouru les 205 kilomètres en 4 h 43 min 59 s, soit à une vitesse moyenne de 43,312 km/h. Il est suivi dans le même temps par le Belge Tom Boonen (Etixx-Quick Step) et par le Français Nacer Bouhanni (Cofidis). Le sprint massif regroupe soixante-deux coureurs. Sur les 173 coureurs qui ont pris le départ, 162 franchissent la ligne d'arrivée.
| Classement final | Classement final     | Classement final | Classement final             | Classement final   |
|                  | Coureur              | Pays             | Équipe                       | Temps              |
| ---------------- | -------------------- | ---------------- | ---------------------------- | ------------------ |
| 1er              | Fabio Felline        | Italie           | Trek Factory Racing          | en 4 h 43 min 59 s |
| 2e               | Tom Boonen           | Belgique         | Etixx-Quick Step             | m.t                |
| 3e               | Nacer Bouhanni       | France           | Cofidis                      | m.t                |
| 4e               | Baptiste Planckaert  | Belgique         | Roubaix Lille Métropole      | m.t                |
| 5e               | Armindo Fonseca      | France           | Bretagne-Séché Environnement | m.t                |
| 6e               | Eduard-Michael Grosu | Roumanie         | Nippo-Vini Fantini           | m.t                |
| 7e               | Samuel Dumoulin      | France           | AG2R La Mondiale             | m.t                |
| 8e               | Edward Theuns        | Belgique         | Topsport Vlaanderen-Baloise  | m.t                |
| 9e               | Sacha Modolo         | Italie           | Lampre-Merida                | m.t                |
| 10e              | Marc Sarreau         | France           | FDJ                          | m.t                |
| modifier         |                      |                  |                              |                    |

### Autres classements
Différents prix ont été remis aux coureurs : Pierrick Fédrigo (Bretagne-Séché Environnement) est leader de la Coupe de France-PMU, Thomas Voeckler (Europcar) remporte les 750 € du prix de la combativité, Guillaume Levarlet (Auber 93) les 1 000 € du prix des monts, Roubaix Lille Métropole (représentée par Romain Pillon, Jérémy Leveau et le directeur sportif Frédéric Delcambre) les 500 € du prix de la meilleure équipe, Daniel Schorn (Bora-Argon 18) le prix des villes, et Fábio Silvestre (Trek Factory Racing).

Podiums
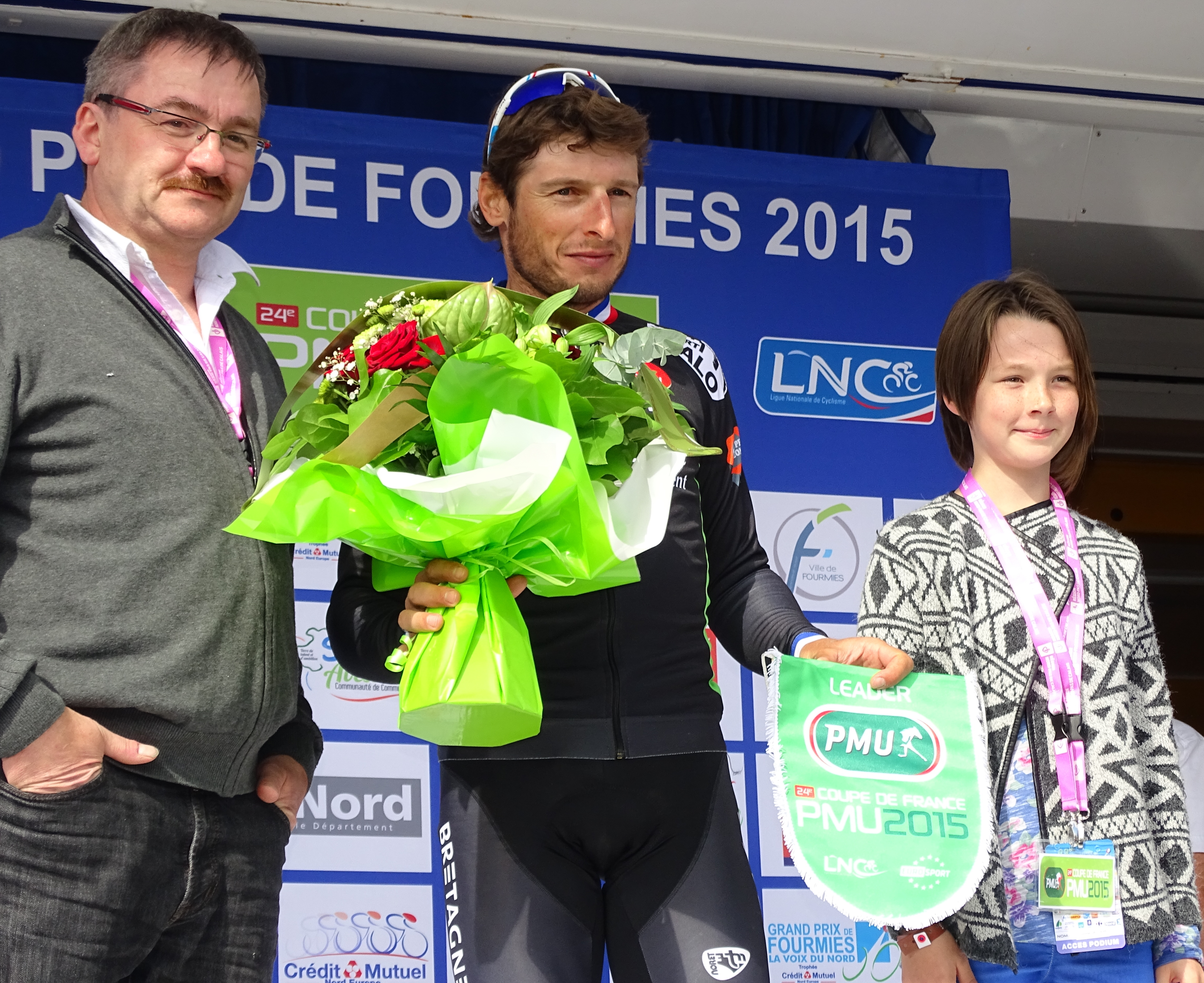
Pierrick Fédrigo.
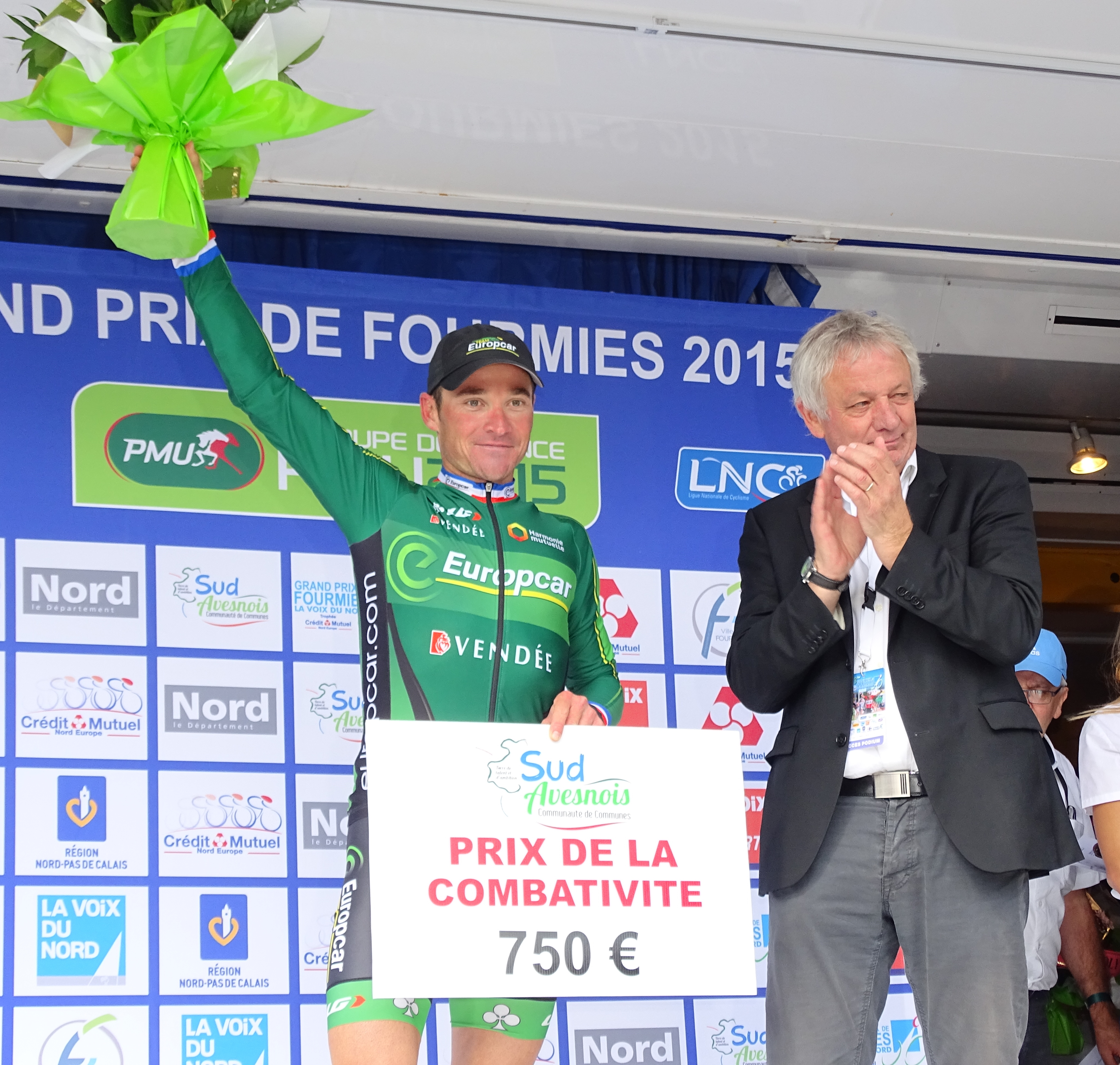
Thomas Voeckler.
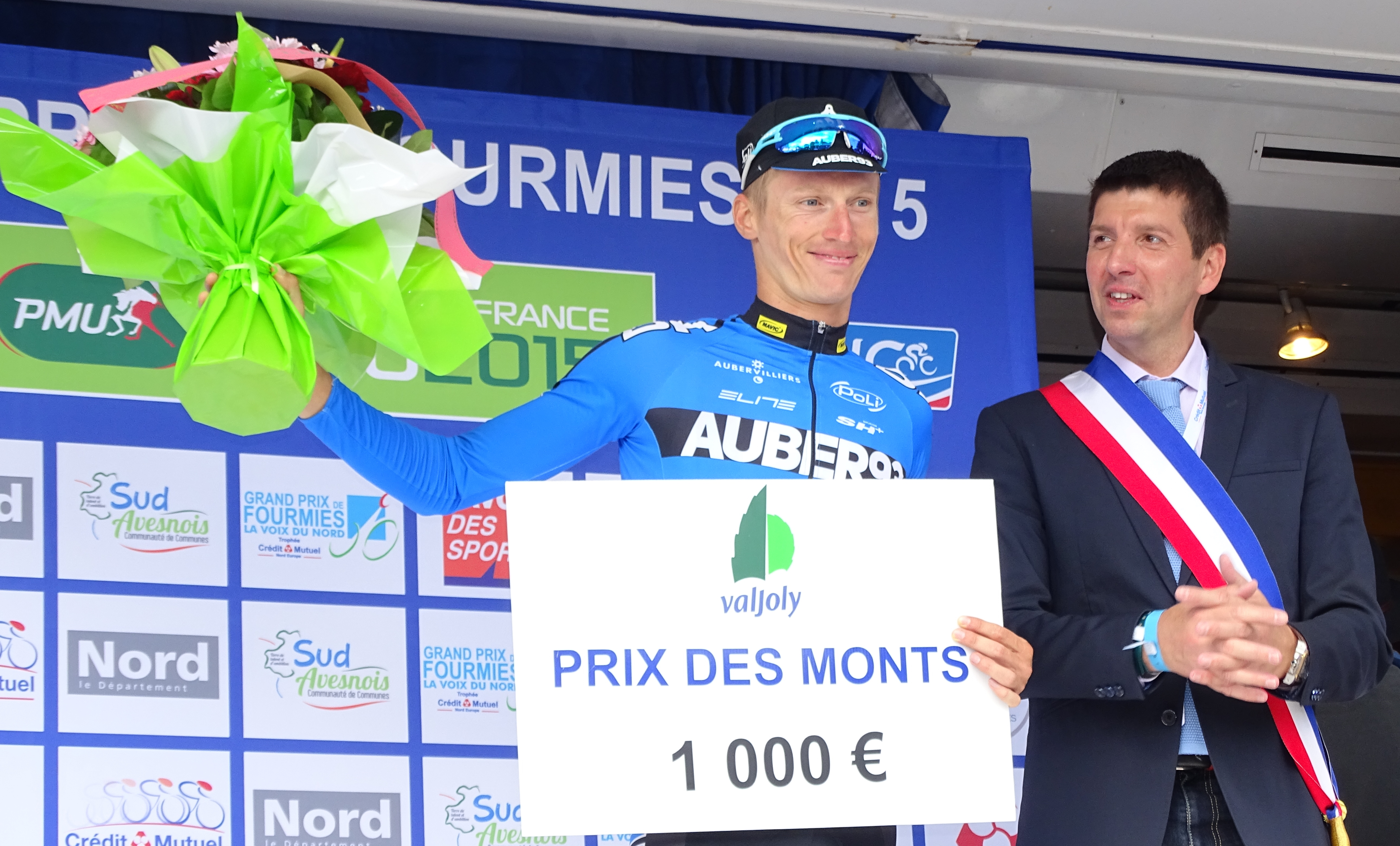
Guillaume Levarlet.
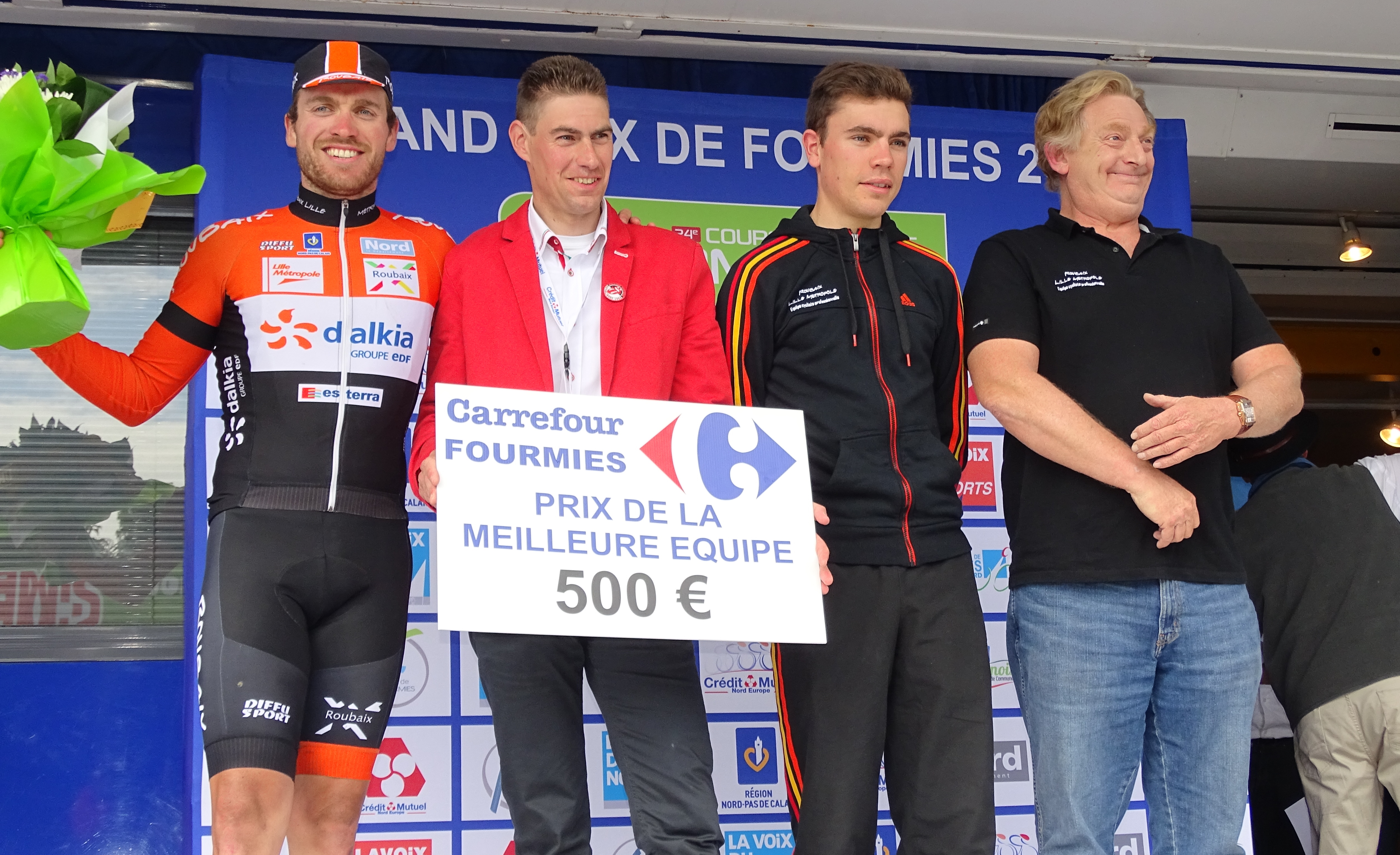
Romain Pillon, Jérémy Leveau et le directeur sportif Frédéric Delcambre.
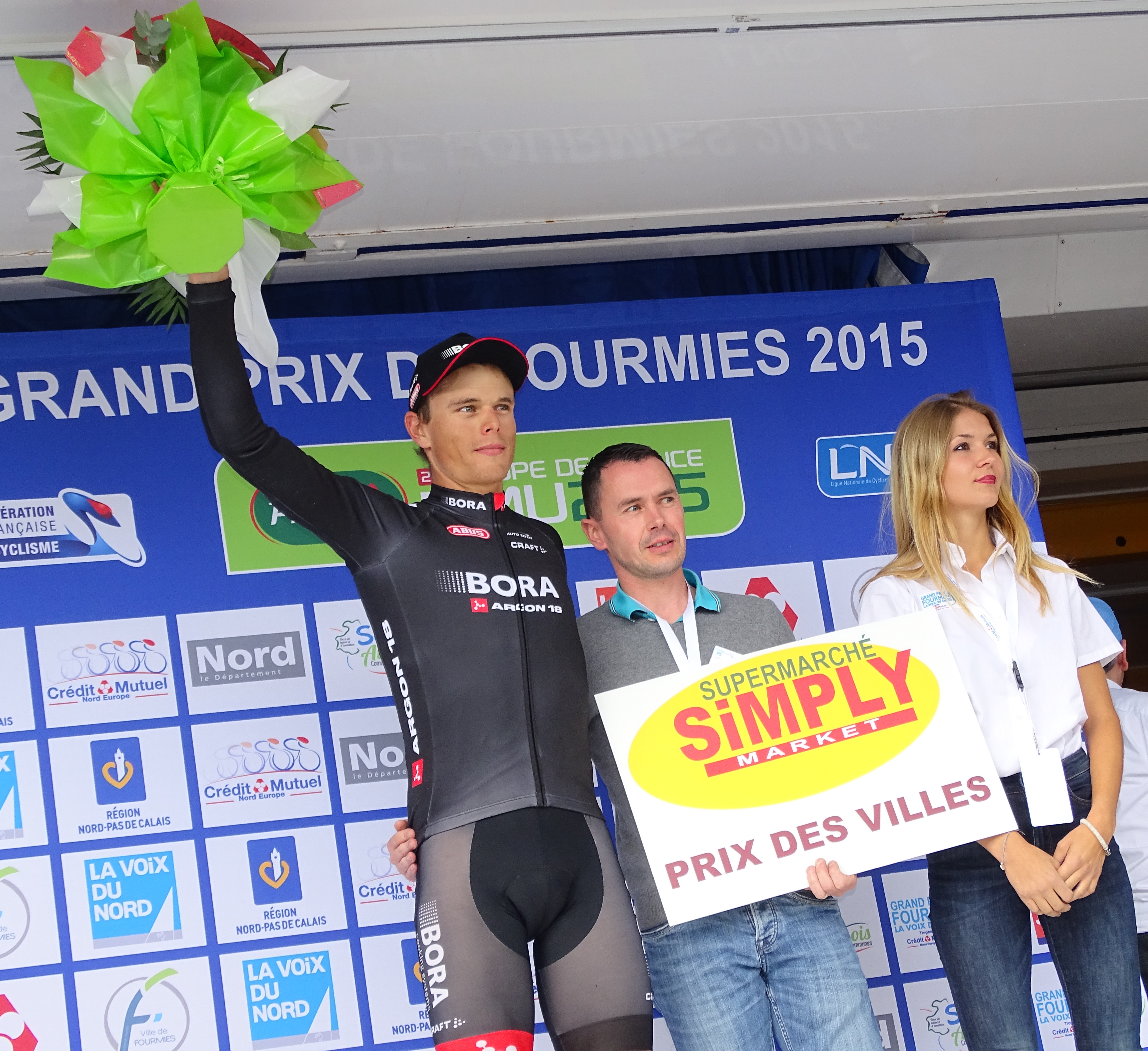
Daniel Schorn.
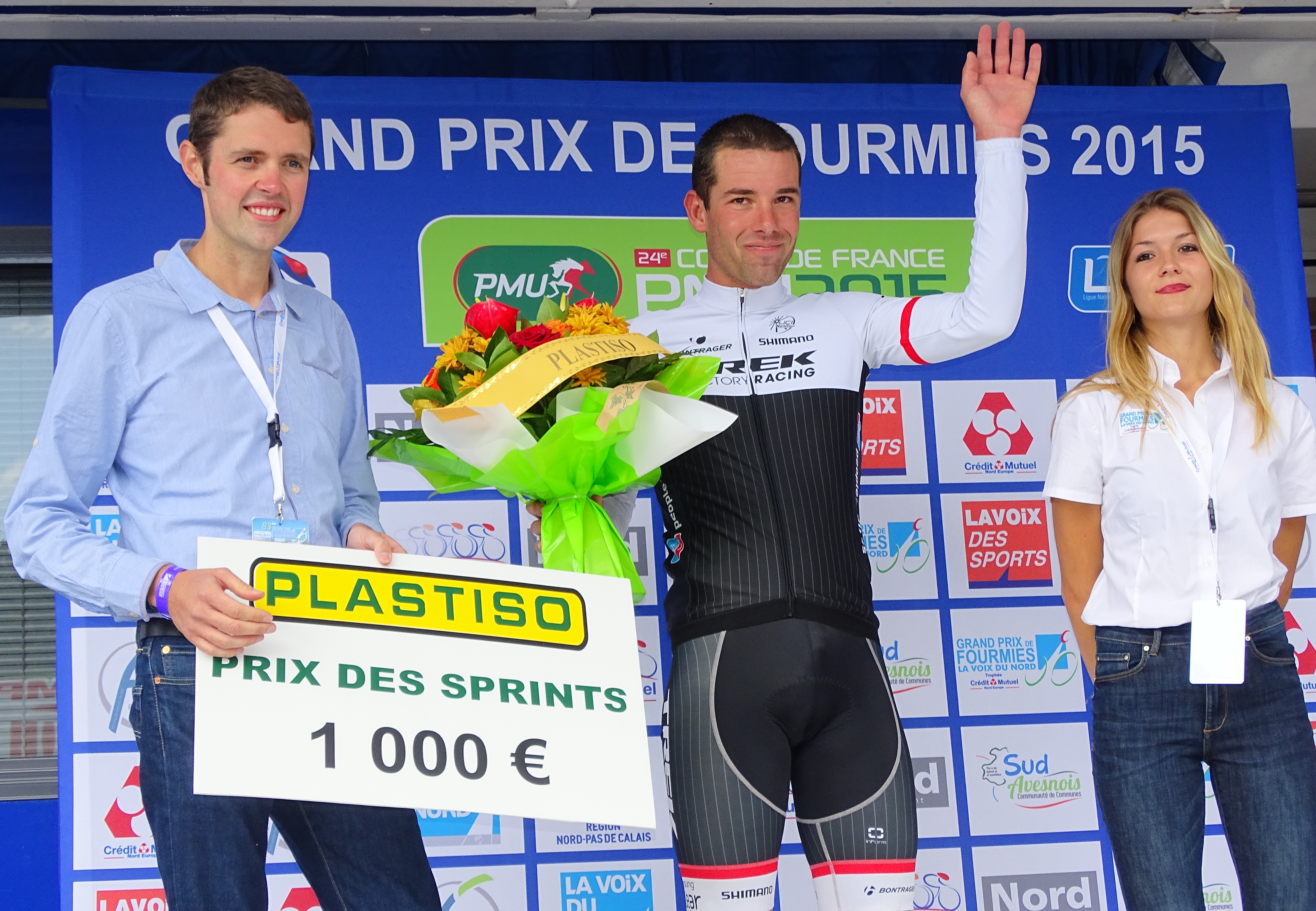
Fábio Silvestre.

### UCI Europe Tour
Ce Grand Prix de Fourmies attribue des points pour l'UCI Europe Tour 2015, par équipes seulement aux coureurs des équipes continentales professionnelles et continentales, individuellement à tous les coureurs sauf ceux faisant partie d'une équipe ayant un label WorldTeam.
| Position,          | 1er | 2e | 3e | 4e | 5e | 6e | 7e | 8e | 9e | 10e | 11e | 12e | 13e | 14e | 15e |
| Classement général | 100 | 70 | 40 | 30 | 25 | 20 | 15 | 10 | 9  | 8   | 7   | 6   | 5   | 4   | 3   |

## Liste des participants
Vingt-deux équipes sont au départ de ce Grand Prix de Fourmies.
| Légende | Légende                                                                    | Légende | Légende                                                    |
| ------- | -------------------------------------------------------------------------- | ------- | ---------------------------------------------------------- |
| Num     | Dossard de départ porté par le coureur sur ce Grand Prix de Fourmies       | Pos     | Position à l'arrivée de la course                          |
|         | Indique un maillot de champion national ou mondial, suivi de sa spécialité | NP      | Indique un coureur qui n'a pas pris le départ de la course |
| AB      | Indique un coureur qui n'a pas terminé la course                           | HD      | Indique un coureur qui a terminé la course hors des délais |

| Etixx-Quick Step EQS  | Etixx-Quick Step EQS             | Etixx-Quick Step EQS |
| --------------------- | -------------------------------- | -------------------- |
| Num                   | Coureur                          | Pos                  |
| 1                     | Michał Kwiatkowski (POL) (Route) | 45e                  |
| 2                     | Tom Boonen (BEL)                 | 2e                   |
| 3                     | Julian Alaphilippe (FRA)         | 130e                 |
| 4                     |                                  |                      |
| 5                     | Yves Lampaert (BEL)              | 78e                  |
| 6                     | Fabio Sabatini (ITA)             | 43e                  |
| 7                     | Gianni Meersman (BEL)            | 46e                  |
| 8                     | Łukasz Wiśniowski (POL)          | 113e                 |
| Directeur sportif : ? |                                  |                      |

| Astana AST            | Astana AST                 | Astana AST |
| --------------------- | -------------------------- | ---------- |
| Num                   | Coureur                    | Pos        |
| 11                    | Lars Boom (NED)            | 89e        |
| 12                    | Daniil Fominykh (KAZ)      | 53e        |
| 13                    | Dmitriy Gruzdev (KAZ)      | 94e        |
| 14                    | Arman Kamyshev (KAZ)       | 16e        |
| 15                    | Bakhtiyar Kozhatayev (KAZ) | 38e        |
| 16                    | Alexey Lutsenko (KAZ)      | 26e        |
| 17                    | Davide Malacarne (ITA)     | 141e       |
| 18                    | Ruslan Tleubayev (KAZ)     | 23e        |
| Directeur sportif : ? |                            |            |

| AG2R La Mondiale ALM  | AG2R La Mondiale ALM    | AG2R La Mondiale ALM |
| --------------------- | ----------------------- | -------------------- |
| Num                   | Coureur                 | Pos                  |
| 21                    | Romain Bardet (FRA)     | 142e                 |
| 22                    | Julien Bérard (FRA)     | 91e                  |
| 23                    | Maxime Daniel (FRA)     | 80e                  |
| 24                    | Samuel Dumoulin (FRA)   | 7e                   |
| 25                    | Hubert Dupont (FRA)     | 119e                 |
| 26                    | Damien Gaudin (FRA)     | 132e                 |
| 27                    | Quentin Jauregui (FRA)  | AB                   |
| 28                    | Christophe Riblon (FRA) | 123e                 |
| Directeur sportif : ? |                         |                      |

| Lampre-Merida LAM     | Lampre-Merida LAM           | Lampre-Merida LAM |
| --------------------- | --------------------------- | ----------------- |
| Num                   | Coureur                     | Pos               |
| 31                    | Sacha Modolo (ITA)          | 9e                |
| 32                    | Niccolò Bonifazio (ITA)     | 154e              |
| 33                    | Mário Costa (POR)           | 52e               |
| 34                    | Chun Kai Feng (TPE) (Route) | 138e              |
| 35                    | Roberto Ferrari (ITA)       | 36e               |
| 36                    | Filippo Pozzato (ITA)       | AB                |
| 37                    |                             |                   |
| 38                    | Xu Gang (CHN)               | 137e              |
| Directeur sportif : ? |                             |                   |

| FDJ                   | FDJ                      | FDJ  |
| --------------------- | ------------------------ | ---- |
| Num                   | Coureur                  | Pos  |
| 41                    | Sébastien Chavanel (FRA) | 139e |
| 42                    | Arnold Jeannesson (FRA)  | 128e |
| 43                    | Johan Le Bon (FRA)       | 144e |
| 44                    | Cédric Pineau (FRA)      | AB   |
| 45                    | Steve Morabito (SUI)     | 107e |
| 46                    | Francis Mourey (FRA)     | 151e |
| 47                    | Marc Sarreau (FRA)       | 10e  |
| 48                    | Élie Gesbert (FRA)       | 159e |
| Directeur sportif : ? |                          |      |

| Trek Factory Racing TFR | Trek Factory Racing TFR | Trek Factory Racing TFR |
| ----------------------- | ----------------------- | ----------------------- |
| Num                     | Coureur                 | Pos                     |
| 51                      | Giacomo Nizzolo (ITA)   | 22e                     |
| 52                      | Eugenio Alafaci (ITA)   | 81e                     |
| 53                      | Fumiyuki Beppu (JPN)    | 34e                     |
| 54                      | Stijn Devolder (BEL)    | 99e                     |
| 55                      | Fabio Felline (ITA)     | 1er                     |
| 56                      | Leonardo Basso (ITA)    | 101e                    |
| 57                      | Fábio Silvestre (POR)   | 30e                     |
| 58                      | Calvin Watson (AUS)     | 134e                    |
| Directeur sportif : ?   |                         |                         |

| Auber 93 AUB          | Auber 93 AUB                | Auber 93 AUB |
| --------------------- | --------------------------- | ------------ |
| Num                   | Coureur                     | Pos          |
| 61                    | Steven Tronet (FRA) (Route) | 29e          |
| 62                    | Flavien Dassonville (FRA)   | 111e         |
| 63                    | Théo Vimpère (FRA)          | 129e         |
| 64                    | Alo Jakin (EST)             | 47e          |
| 65                    | Guillaume Levarlet (FRA)    | 150e         |
| 66                    | Anthony Maldonado (FRA)     | 13e          |
| 67                    | David Menut (FRA)           | 35e          |
| 68                    | Maxime Renault (FRA)        | 102e         |
| Directeur sportif : ? |                             |              |

| Topsport Vlaanderen-Baloise TSV | Topsport Vlaanderen-Baloise TSV | Topsport Vlaanderen-Baloise TSV |
| ------------------------------- | ------------------------------- | ------------------------------- |
| Num                             | Coureur                         | Pos                             |
| 71                              | Edward Theuns (BEL)             | 8e                              |
| 72                              | Floris De Tier (BEL)            | 95e                             |
| 73                              | Pieter Jacobs (BEL)             | 32e                             |
| 74                              | Sander Helven (BEL)             | 93e                             |
| 75                              | Bert Van Lerberghe (BEL)        | 25e                             |
| 76                              | Thomas Sprengers (BEL)          | 104e                            |
| 77                              | Gijs Van Hoecke (BEL)           | 42e                             |
| 78                              | Otto Vergaerde (BEL)            | 85e                             |
| Directeur sportif : ?           |                                 |                                 |

| Bretagne-Séché Environnement BSE | Bretagne-Séché Environnement BSE | Bretagne-Séché Environnement BSE |
| -------------------------------- | -------------------------------- | -------------------------------- |
| Num                              | Coureur                          | Pos                              |
| 81                               | Romain Feillu (FRA)              | 20e                              |
| 82                               | Jean-Marc Bideau (FRA)           | 66e                              |
| 83                               | Pierrick Fédrigo (FRA)           | 64e                              |
| 84                               | Armindo Fonseca (FRA)            | 5e                               |
| 85                               | Arnaud Gérard (FRA)              | 69e                              |
| 86                               | Jonathan Hivert (FRA)            | 103e                             |
| 87                               | Christophe Laborie (FRA)         | 31e                              |
| 88                               | Florian Vachon (FRA)             | 88e                              |
| Directeur sportif : ?            |                                  |                                  |

| RusVelo RVL           | RusVelo RVL              | RusVelo RVL |
| --------------------- | ------------------------ | ----------- |
| Num                   | Coureur                  | Pos         |
| 91                    | Roman Maikin (RUS)       | 18e         |
| 92                    | Kirill Pozdnyakov (RUS)  | 75e         |
| 93                    | Roman Kustadinchev (RUS) | 106e        |
| 94                    | Sergey Nikolaev (RUS)    | 48e         |
| 95                    | Artem Ovechkin (RUS)     | AB          |
| 96                    | Ivan Savitskiy (RUS)     | 149e        |
| 97                    | Igor Boev (RUS)          | 73e         |
| 98                    | Mamyr Stash (RUS)        | 157e        |
| Directeur sportif : ? |                          |             |

| Cofidis COF           | Cofidis COF              | Cofidis COF |
| --------------------- | ------------------------ | ----------- |
| Num                   | Coureur                  | Pos         |
| 101                   | Nacer Bouhanni (FRA)     | 3e          |
| 102                   | Rayane Bouhanni (FRA)    | 156e        |
| 103                   | Jonas Ahlstrand (SWE)    | 28e         |
| 104                   | Nicolas Edet (FRA)       | 146e        |
| 105                   | Christophe Laporte (FRA) | 49e         |
| 106                   | Rudy Molard (FRA)        | 131e        |
| 107                   | Adrien Petit (FRA)       | 147e        |
| 108                   | Anthony Turgis (FRA)     | 41e         |
| Directeur sportif : ? |                          |             |

| Marseille 13 KTM M13  | Marseille 13 KTM M13      | Marseille 13 KTM M13 |
| --------------------- | ------------------------- | -------------------- |
| Num                   | Coureur                   | Pos                  |
| 111                   | Alexandre Blain (FRA)     | 105e                 |
| 112                   | Rémy Di Grégorio (FRA)    | 61e                  |
| 113                   | Julien El Fares (FRA)     | 58e                  |
| 114                   | Benjamin Giraud (FRA)     | 50e                  |
| 115                   | Clément Penven (FRA)      | 140e                 |
| 116                   | Julien Loubet (FRA)       | 109e                 |
| 117                   | Evaldas Šiškevičius (LTU) | 27e                  |
| 118                   | Martin Laas (EST)         | 162e                 |
| Directeur sportif : ? |                           |                      |

| Europcar EUC          | Europcar EUC              | Europcar EUC |
| --------------------- | ------------------------- | ------------ |
| Num                   | Coureur                   | Pos          |
| 121                   | Thomas Voeckler (FRA)     | 143e         |
| 122                   | Bryan Coquard (FRA)       | 118e         |
| 123                   | Giovanni Bernaudeau (FRA) | 110e         |
| 124                   | Dan Craven (NAM) (Route)  | 108e         |
| 125                   | Yohann Gène (FRA)         | 124e         |
| 126                   | Maxime Méderel (FRA)      | 155e         |
| 127                   | Perrig Quéméneur (FRA)    | 125e         |
| 128                   | Angélo Tulik (FRA)        | 44e          |
| Directeur sportif : ? |                           |              |

| Southeast STH         | Southeast STH           | Southeast STH |
| --------------------- | ----------------------- | ------------- |
| Num                   | Coureur                 | Pos           |
| 131                   | Manuel Belletti (ITA)   | 17e           |
| 132                   | Jakub Mareczko (ITA)    | 11e           |
| 133                   | Matteo Busato (ITA)     | 68e           |
| 134                   | Andrea Fedi (ITA)       | 114e          |
| 135                   | Mauro Finetto (ITA)     | 39e           |
| 136                   | Francesco Gavazzi (ITA) | 70e           |
| 137                   | Simone Ponzi (ITA)      | 40e           |
| 138                   | Luca Wackermann (ITA)   | 115e          |
| Directeur sportif : ? |                         |               |

| Wanty-Groupe Gobert WGG | Wanty-Groupe Gobert WGG | Wanty-Groupe Gobert WGG |
| ----------------------- | ----------------------- | ----------------------- |
| Num                     | Coureur                 | Pos                     |
| 141                     | Marco Marcato (ITA)     | 79e                     |
| 142                     | Jérôme Baugnies (BEL)   | 51e                     |
| 143                     | Francis De Greef (BEL)  | 87e                     |
| 144                     | Tim De Troyer (BEL)     | 127e                    |
| 145                     | Enrico Gasparotto (ITA) | AB                      |
| 146                     | Marco Minnaard (NED)    | 96e                     |
| 147                     | Danilo Napolitano (ITA) | 100e                    |
| 148                     | Robin Stenuit (BEL)     | 12e                     |
| Directeur sportif : ?   |                         |                         |

| Roubaix Lille Métropole RLM | Roubaix Lille Métropole RLM | Roubaix Lille Métropole RLM |
| --------------------------- | --------------------------- | --------------------------- |
| Num                         | Coureur                     | Pos                         |
| 151                         | Baptiste Planckaert (BEL)   | 4e                          |
| 152                         | Rudy Kowalski (FRA)         | 145e                        |
| 153                         | Timothy Dupont (BEL)        | 15e                         |
| 154                         |                             |                             |
| 155                         | Jérémy Leveau (FRA)         | AB                          |
| 156                         | Romain Pillon (FRA)         | 160e                        |
| 157                         | Jimmy Turgis (FRA)          | 62e                         |
| 158                         | Maxime Vantomme (BEL)       | 33e                         |
| Directeur sportif : ?       |                             |                             |

| Bora-Argon 18 BOA     | Bora-Argon 18 BOA         | Bora-Argon 18 BOA |
| --------------------- | ------------------------- | ----------------- |
| Num                   | Coureur                   | Pos               |
| 161                   | Bartosz Huzarski (POL)    | 117e              |
| 162                   | Björn Thurau (GER)        | AB                |
| 163                   | Zakkari Dempster (AUS)    | 86e               |
| 164                   | Patrick Konrad (AUT)      | 126e              |
| 165                   | Ralf Matzka (GER)         | 92e               |
| 166                   | Andreas Schillinger (GER) | 112e              |
| 167                   | Daniel Schorn (AUT)       | 158e              |
| 168                   | Michael Schwarzmann (GER) | 19e               |
| Directeur sportif : ? |                           |                   |

| Roompot Oranje Peloton ROP | Roompot Oranje Peloton ROP | Roompot Oranje Peloton ROP |
| -------------------------- | -------------------------- | -------------------------- |
| Num                        | Coureur                    | Pos                        |
| 171                        | Johnny Hoogerland (NED)    | 98e                        |
| 172                        | Huub Duyn (NED)            | 90e                        |
| 173                        | Reinier Honig (NED)        | 97e                        |
| 174                        | Maurits Lammertink (NED)   | 63e                        |
| 175                        | André Looij (NED)          | 21e                        |
| 176                        | Etienne van Empel (NED)    | 82e                        |
| 177                        | Sjoerd van Ginneken (NED)  | 56e                        |
| 178                        | Brian van Goethem (NED)    | 121e                       |
| Directeur sportif : ?      |                            |                            |

| Androni Giocattoli-Sidermec AND | Androni Giocattoli-Sidermec AND | Androni Giocattoli-Sidermec AND |
| ------------------------------- | ------------------------------- | ------------------------------- |
| Num                             | Coureur                         | Pos                             |
| 181                             | Franco Pellizotti (ITA)         | 72e                             |
| 182                             | Francesco Chicchi (ITA)         | AB                              |
| 183                             | Tiziano Dall'Antonia (ITA)      | 76e                             |
| 184                             | Marco Frapporti (ITA)           | 65e                             |
| 185                             | Oscar Gatto (ITA)               | 136e                            |
| 186                             | Emanuele Sella (ITA)            | AB                              |
| 187                             | Gianfranco Zilioli (ITA)        | 116e                            |
| 188                             | Andrea Zordan (ITA)             | 77e                             |
| Directeur sportif : ?           |                                 |                                 |

| Nippo-Vini Fantini NIP | Nippo-Vini Fantini NIP     | Nippo-Vini Fantini NIP |
| ---------------------- | -------------------------- | ---------------------- |
| Num                    | Coureur                    | Pos                    |
| 191                    | Eduard-Michael Grosu (ROU) | 6e                     |
| 192                    | Pierpaolo De Negri (ITA)   | 54e                    |
| 193                    | Alessandro Bisolti (ITA)   | 59e                    |
| 194                    | Shiki Kuroeda (JPN)        | AB                     |
| 195                    | Alessandro Malaguti (ITA)  | 84e                    |
| 196                    | Nicolas Marini (ITA)       | 153e                   |
| 197                    | Mattia Pozzo (ITA)         | 135e                   |
| 198                    | Antonio Nibali (ITA)       | 152e                   |
| Directeur sportif : ?  |                            |                        |

| Roth-Škoda ROT        | Roth-Škoda ROT               | Roth-Škoda ROT |
| --------------------- | ---------------------------- | -------------- |
| Num                   | Coureur                      | Pos            |
| 201                   | Andrea Pasqualon (ITA)       | 37e            |
| 202                   | Nico Brüngger (SUI)          | AB             |
| 203                   | Roland Thalmann (SUI)        | 148e           |
| 204                   | Lukas Jaun (SUI)             | 24e            |
| 205                   | Giacomo Tomio (ITA)          | 71e            |
| 206                   | Colin Stüssi (SUI)           | 60e            |
| 207                   | Temesgen Teklehaimanot (ERI) | 161e           |
| 208                   | Andrea Vaccher (ITA)         | 120e           |
| Directeur sportif : ? |                              |                |

| Armée de Terre ADT    | Armée de Terre ADT      | Armée de Terre ADT |
| --------------------- | ----------------------- | ------------------ |
| Num                   | Coureur                 | Pos                |
| 211                   | Yoann Barbas (FRA)      | 133e               |
| 212                   | Alexis Bodiot (FRA)     | 57e                |
| 213                   | Romain Combaud (FRA)    | 122e               |
| 214                   | Julien Duval (FRA)      | 67e                |
| 215                   | Jimmy Raibaud (FRA)     | 55e                |
| 216                   | Benoît Sinner (FRA)     | 14e                |
| 217                   | Benjamin Thomas (FRA)   | 74e                |
| 218                   | Étienne Tortelier (FRA) | 83e                |
| Directeur sportif : ? |                         |                    |